# Teodors Grīnbergs
Teodors Grīnbergs (* 2. April 1870 in Dondangen, Nordkurland; † 14. Juni 1962 in Eßlingen am Neckar) war ein lettischer Pastor und Hochschullehrer für Evangelische Theologie. Ab 1932 war er Erzbischof der Evangelisch-Lutherischen Kirche Lettlands. Nach der Gründung der (zweiten) Lettischen Sozialistischen Sowjetrepublik ging er ins Exil nach Deutschland, wo er in den späten 1940er Jahren die Evangelisch-Lutherischen Kirche Lettlands im Exil mit weltweit 100 Kirchengemeinden aufbaute.

## Leben
Auf dem elterlichen Bauernhof war Krišjānis Barons, ein Verwandter seiner Mutter, oft zu Gast. Nach drei Jahren auf Dorfschulen kam Grīnbergs auf die von Kārlis Mīlenbahs eröffnete Schule in Talsen. Sie prägte ihn für sein ganzes Leben. Am deutschen Gymnasium in Mitau leitete er einen lettischen Lesekreis. Am 8. Juni 1891 machte er dort das Abitur am Gymnasium des Gouvernement Kurland. Am 27. August desselben Jahres immatrikulierte er sich an der Kaiserlichen Universität Dorpat für Evangelische Theologie. Seit den 1840er Jahren verband die Fakultät Pietismus und orthodoxes Luthertum. Zu seinen Dozenten gehörten Wilhelm Volck, Ferdinand Mühlau, Wilhelm Hoerschelmann, Nathanael Bonwetsch und Johann Hermann Kersten. Neben dem Studium erlernte er die französische Sprache und widmete sich der lettischen Philologie. In Dorpat wurde er Mitglied der Lettonia, der ältesten Studentenverbindung im Rigaer Präsidenkonvent. 

### Pastor und Lehrer
Teodors Grīnbergs wurde 1899 ordiniert und kam für sieben Jahre nach Luttringen. 1907 wurde er als erster lettischer Pastor nach Windau berufen. Er betreute 12.000 Menschen und wurde in 27 Amtsjahren in ganz Lettland bekannt. Sein besonderes Interesse galt der Kinder- und Jugendarbeit. Nachdem er sich gegen die Russische Revolution 1905 eingesetzt hatte, musste er sich 1919 zur Zeit Rätelettlands bei den Baptisten verstecken. An der Schule unterrichtete er ohne Vergütung lettische Sprache und Religion. Auf sein Betreiben entstand 1918 in Windau eine lettische Grund- und Mittelschule, die später zum Gymnasium wurde. Von 1918 bis 1932 war er Direktor dieser Schule.
Zum 1. Volksschulinspektor im Stadt- und Landkreis Windau ernannt, wurde Grīnbergs – trotz massiven Protests der Kollegen und Schüler – von der Schulbehörde zur Aufgabe des Lehramtes gedrängt. 

### Erzbischof und Hochschullehrer
Seit 1929 theologischer Ehrendoktor der Universität Lettlands, konnte er sich im Februar 1931 für Praktische Theologie habilitieren. Am 1. Oktober 1932 erhielt er ein Extraordinariat. Bis zum Einmarsch der Roten Armee und während der deutschen Besetzung Lettlands war Grīnbergs Professor in Riga.
Durch seine theologischen Zeitschriften, Vorlesungen und Vorträge bekannt geworden, wurde Grīnbergs in den Oberkirchenrat der Evangelisch-Lutherischen Kirche Lettlands gewählt. Bei der Amtseinführung von Carl Irbe als Bischof von Lettland (1922) hatte Nathan Söderblom den Titel Erzbischof vorgeschlagen. Noch als Nuntius hatte Pius XI. im selben Jahr ein Konkordat mit der lettischen Regierung abgeschlossen. Als Irbe wegen der Konflikte mit dem Heiligen Stuhl, der Stadt Riga und der Universität am 10. November 1931 von seinem Bischofsamt zurückgetreten war, wählte die 8. Synode Grīnbergs am 29. März 1932 zum Oberhirten. Nun mit großer Einmütigkeit in dieses Amt gewählt, meinte Grīnbergs:

„In meiner Natur liegt es mehr zu dienen als zu regieren; aber wenn die Kirche ruft, kann ich mich nicht versagen. Ich werde versuchen soviel zu arbeiten als ich vermag. In unserer Kirche müssen Aufrichtigkeit, Wahrheit und Frieden herrschen. Alles muss zum besten der Kirchen dienen. Es kann alles gelingen, wenn wir uns als Arbeiter in dem Weinberg des Herrn verstehen und ihm dienen mit einem reinen und aufrichtigen Herzen.“

Der schwedische Bischof Erling Eidem lehnte die Amtseinführung ab, weil Irbe und der Bischof der deutschen Gemeinden in Lettland, Peter Harald Poelchau (1870–1945), sich geweigert hatten, dazu den Dom zu Riga zu betreten. In den zehn Jahren seines theologischen und akademischen Doppelamtes vermittelte Grīnbergs erfolgreich zwischen Fakultät und Kirche. 
Nach der sowjetischen Besetzung Lettlands 1939/40 wurden im Juni 1941 15.000 Männer, Frauen, Kinder, Greise und Sieche nach Sibirien verschleppt. Darunter waren einige Pastoren. Hatte die Rigaer Bevölkerung die Wehrmacht deshalb noch freudig begrüßt, wurden zumindest die Gläubigen bald bitter enttäuscht; denn die Deutschen töteten, unterstützt von einheimischen Kollaborateuren, Juden, Zigeuner und Geisteskranke. Als die Rote Armee im Herbst 1944 wieder vor Riga stand und viele Letten nach Deutschland oder Schweden flohen, wollte Grīnbergs im Land bleiben; die Nationalsozialisten drängten ihn aber, erst Riga und dann das Land zu verlassen.

### Exil
In Westdeutschland setzte Grīnbergs sich bei den Militärregierungen der Britischen und der Amerikanischen Besatzungszone für die Freilassung lettischer Soldaten ein. Telegrafisch bat er Gustav V., nicht dem Verlangen Josef Stalins nach Auslieferung der dort internierten Soldaten nachzukommen:

„Ich bitte Eure Majestät im Namen Gottes und der Menschlichkeit, die lettischen Soldaten nicht an die Bolschewiki auszuliefern. Das bedeutet ihren sicheren Tod. Sie haben ja nur ihre Heimat verteidigt.“

Die Letten wurden ausgeliefert.
Um den in alle Teile der Welt geflüchteten Letten eine kirchliche Heimat zu bieten, baute Grīnbergs von Deutschland aus die Evangelisch-Lutherische Kirche Lettlands im Exil (seit 1991: Lettische Evangelisch-Lutherische Kirche außerhalb Lettlands, seit 2020: Lettische Evangelisch-Lutherische Kirche weltweit) auf, als deren erster Erzbischof er bis zu seinem Tod amtierte. 1947 unterzeichnete er in Lund die Gründungsurkunde und die Verfassung des Lutherischen Weltbundes. 
Nach einer Pneumonie starb er mit 92 Jahren. Zum Trauergottesdienst in der Südkirche in Esslingen am Neckar erschienen kirchliche und weltliche Vertreter des Lettentums aus Deutschland und anderen Ländern sowie Vertreter des Lutherischen Weltbundes und der Evangelischen Kirche in Deutschland. Darunter waren Herbert Girgensohn und Württembergs Landesbischof Erich Eichele.

„Um ihn trauert in erster Linie sein lettisches Volk im Exil, weit verstreut auf der ganzen Erdoberfläche. Ihm war er in ganz einzigartiger Weise in der schweren Heimsuchung, die diese Menschen betroffen hat, ein Vater geworden. So wurde er allenthalben genannt; er war es aber auch in Wirklichkeit. Er genoss ein geradezu beispielloses Vertrauen; denn er trug sie alle in ihrer geistlichen und irdischen Not auf seinem Herzen. Man spürte es ihm an, dass er für sie betend vor seinem Gott stand und dass er von dort auch die Kraft erhielt, in den Wirren der Geschichte vor Menschen für sie einzutreten. Es war ihm vergönnt, den im Exil befindlichen Gliedern seines Volkes eine autonome Kirche zu errichten. Sie sollte diesen geprüften Menschen die Geborgenheit inmitten einer feindlichen Welt bieten. Seine Haltung war nicht bestimmt von einem Nationalismus, der nur die eigene Art gelten lässt. In seiner ganzen Art und Wirksamkeit war er vielmehr ein Mann des Ausgleichs und der Liebe.“

## Ehrungen
- D. theol. h. c. der Universität Lettlands (1929)
- Mitglied im Exekutivkomitee des Lutherischen Weltbundes (1947)